# ماوتهاوزن
ماوتهاوزن (بالألمانية: Mauthausen) هي بلدة سوق صغيرة في مقاطعة بيرغ بولاية النمسا العليا. تقع على بعد حوالي 20 كيلومتر من مدينة لينز.
كانت خلال الحرب العالمية الثانية موقع مجمع معسكر اعتقال ماوتهاوزن.

## التاريخ
تُشيرُ الاكتشافات الأثرية التي عُثِرَ عليها والعائدة للعصر الحجري الحديث إلى أن منطقة ماوتهاوزن كانت مأهولة منذُ عدة ألفيات. ووقعت عند ملتقى طريقان تجاريان خلال عصر الإمبراطورية الرومانية.
غدت في نهاية القرن العاشر محطة دفع رسوم (بالألمانية: Maut؛ وتُلفظ: ماوت) للسفن، وورد أول ذكر لاسم «موتهوزن» (Muthusen) في إشارةٍ للمستوطنة عام 1007.
كان هناك خلال الحرب العالمية الأولى معسكر للأسرى يقع شرقي ماوتهاوزن. أُقِيمَتْ أحد أضخم وأول مجمعات معسكرات الاعتقال في ألمانيا النازية خلال الحرب العالمية الثانية (1938-1945) في غربي البلدة.
شهدت البلدة عدة فياضانات لنهر الدانوب ومنها في عام 1954 وعام 2002.

## السياحة
أبرز أماكن جذب الانتباه:
- معسكر اعتقال ماوتهاوزن.
- كنيسة قديمة تعود للقرن الخامس عشر.
- البلدة القديمة.
- قلعة براغشتاين (بالألمانية: Schloss Pragstein) العائدة للقرن السادس عشر.

## توأمة
لماوتهاوزن اتفاقيات توأمة مع كل من:
- Cogollo del Cengio [الإنجليزية]‏
- براخاتيتسه